# Ladji Doucouré
Ladji Doucouré (Juvisy-sur-Orge, 28 marzo 1983) è un ex ostacolista francese di origini maliane e senegalesi, campione mondiale dei 110 metri ostacoli ad Helsinki 2005.
Oltre al titolo nei 110 hs, ottenuto battendo di un centesimo il cinese Liu Xiang, s'è aggiudicato nella stessa edizione dei mondiali la medaglia d'oro con la squadra francese nella staffetta 4×100 metri, superando Trinidad e Tobago e Gran Bretagna.

## Record nazionali

### Seniores
- 50 metri ostacoli indoor: 6"36 ( Liévin, 26 febbraio 2005)

## Palmarès
| Anno | Manifestazione           | Sede       | Evento    | Risultato  | Prestazione | Note                                    |
| ---- | ------------------------ | ---------- | --------- | ---------- | ----------- | --------------------------------------- |
| 1999 | Mondiali allievi         | Bydgoszcz  | 110 m hs  | Oro        | 13"26       |                                         |
| 2000 | Mondiali juniores        | Santiago   | 110 m hs  | Bronzo     | 13"84       |                                         |
| 2000 | Mondiali juniores        | Santiago   | 4×100 m   | Argento    | 39"33       |                                         |
| 2001 | Europei juniores         | Grosseto   | Decathlon | Oro        | 7.747 p.    |                                         |
| 2001 | Europei juniores         | Grosseto   | 4×100 m   | Argento    | 39"76       |                                         |
| 2003 | Mondiali indoor          | Birmingham | 60 m hs   | 4º         | 7"58        |                                         |
| 2003 | Europei under 23         | Bydgoszcz  | 110 m hs  | Oro        | 13"25       |                                         |
| 2003 | Mondiali                 | Parigi     | 110 m hs  | Semifinale | 13"54       |                                         |
| 2004 | Giochi olimpici          | Atene      | 110 m hs  | 8º         | 13"76       |                                         |
| 2005 | Europei indoor           | Madrid     | 60 m hs   | Oro        | 7"50        |                                         |
| 2005 | Mondiali                 | Helsinki   | 110 m hs  | Oro        | 13"07       |                                         |
| 2005 | Mondiali                 | Helsinki   | 4×100 m   | Oro        | 38"08       | Miglior prestazione mondiale stagionale |
| 2007 | Mondiali                 | Osaka      | 110 m hs  | Semifinale | 13"36       |                                         |
| 2008 | Giochi olimpici          | Pechino    | 110 m hs  | 4º         | 13"24       |                                         |
| 2009 | Europei indoor           | Torino     | 60 m hs   | Oro        | 7"55        |                                         |
| 2010 | Mondiali indoor          | Doha       | 60 m hs   | Batteria   | dnf         |                                         |
| 2010 | Europei                  | Barcellona | 110 m hs  | Semifinale | 13"80       |                                         |
| 2012 | Europei                  | Helsinki   | 110 m hs  | Batteria   | 13"66       |                                         |
| 2012 | Giochi olimpici          | Londra     | 110 m hs  | Semifinale | 13"74       |                                         |
| 2013 | Giochi della Francofonia | Nizza      | 110 m hs  | Argento    | 13"95       |                                         |

## Altre competizioni internazionali
2003
- Coppa Europa di atletica leggera ( Firenze)
- Oro in Coppa Europa ( Firenze), 110 m hs - 13"55

2005
- Oro in Coppa Europa ( Firenze), 110 m hs - 13"16

2006
- Coppa Europa di atletica leggera ( Malaga)
- Oro in Coppa Europa ( Malaga), 110 m hs - 13"27

2007
- Coppa Europa di atletica leggera ( Monaco di Baviera)
- 5º alla World Athletics Final ( Stoccarda), 110 m hs - 13"27

2009
- 4º agli Europei a squadre ( Leiria), 110 m hs - 13"65